# Sustainability Accounting Standards Board
Le Sustainability Accounting Standards Board (SASB) est une organisation à but non lucratif, fondée en 2011 par Jean Rogers pour développer des normes comptables de durabilité. Les investisseurs, prêteurs, gestionnaires d'actifs et assureurs sont de plus en plus sensibles à l'impact des critères environnementaux, sociaux et de gouvernance (ESG) sur la performance financière des entreprises, d'où la nécessité d'un reporting standardisé des données ESG. Tout comme l'International Accounting Standards Board (IASB) et le Financial Accounting Standards Board (FASB) ont établi, respectivement, des normes internationales d'information financière et des normes de reporting financier américaines, qui sont actuellement utilisés dans les publications de comptes, la mission affichée par le SASB « est d'établir des normes de divulgation spécifiques à l'industrie sur les sujets ESG qui facilitent la communication entre entreprises et investisseurs sur les informations financièrement importantes et utiles à la décision. Ces informations doivent être pertinentes, fiables et comparables entre les entreprises à l'échelle mondiale. »
Des entreprises à travers le monde utilisent les normes du SASB dans toute une série de documents et supports publics, en particulier leurs rapports annuels, leurs documents financiers, leurs sites Web, leurs rapports de développement durable, etc.

## Principes directeurs
Pour établir ses normes, le SASB se repose sur les principes directeurs définis dans son Cadre Conceptuel. Ces principes sont destinés à faciliter la diffusion d'informations sur la durabilité qui sont susceptibles d'éclairer les investisseurs et d'être rentables pour les sociétés qui les déclarent.
- Applicabilité mondiale
- Matérialité financière
- Approche de l'établissement de normes :
  - Spécificités industrielles
  - Basé sur des preuves
  - Information des marchés

### Applicabilité mondiale
La déclaration de mission du SASB indique que « les informations [sur la durabilité à destination des investisseurs] doivent être pertinentes, fiables et comparables entre entreprises à l'échelle mondiale ». Le SASB ajoute que « plus des trois quarts des métriques du SASB sont adaptées à une utilisation par les entreprises et les investisseurs à l'échelle mondiale, et [que] les autres métriques sont en cours de révision pour améliorer leur applicabilité mondiale. »

### Matérialité financière
Les normes du SASB visent à fournir aux investisseurs des informations utiles à la décision. Étant axées sur l'information aux investisseurs, ces normes reposent sur le fait de pouvoir prouver la matérialité financière. Selon le SASB, ses normes se concentrent sur « les problèmes avec une matérialité financière, car notre mission est d'aider les entreprises du monde entier à rendre compte des sujets de développement durable qui comptent le plus pour leurs investisseurs. »
L'accent mis par le SASB sur la matérialité financière le distingue des autres normes de reporting sur le développement durable, comme celles de la Global Reporting Initiative (GRI), qui « se concentre sur les impacts de l'entreprise sur la société, l'environnement et l'économie au sens large pour déterminer ses sujets matériels. »

### Approche pour établir les normes
Le SASB utilise son Cadre Conceptuel comme guide pour établir ses normes comptables de durabilité. Le Cadre Conceptuel du SASB « définit les concepts de base, principes, définitions et objectifs qui guident le SASB dans son approche pour établir des normes comptables de durabilité. »
Il est à noter qu'en 2018, le SASB a redéfini sa mission, sans mettre à jour son Cadre Conceptuel en conséquence. Un projet a été lancé à cette fin en septembre 2019.

#### Spécificités industrielles
Le SASB a développé une norme spécifique à chaque type d'industries, car les problèmes de durabilité se manifestent différemment selon le secteur industriel, du fait de différences dans les modèles commerciaux, de dépendances aux ressources, etc. Le SASB a élaboré une norme pour 77 industries appartenant à 11 secteurs.
Le Sustainable Industry Classification System® (SICS®) du SASB classe les industries en combinant des facteurs de classification traditionnels et des risques et opportunités de durabilité. Le site Web du SASB propose un outil de recherche qui identifie la classification sectorielle de dizaines de milliers de sociétés cotées en bourse.

#### Basé sur des preuves
Les normes du SASB visent à générer des données standardisées et comparables, qui soient utiles à la décision pour les investisseurs et généralement quantitatives. Elles doivent permettre d'identifier les risques et opportunités de développement durable pour lesquels il existe des preuves claires d'impacts financiers pour les entreprises d'un secteur, qui intéresse les investisseurs.

#### Information des marchés
Selon le président de la SASB, Jeff Hales, une « approche pour établir les normes, fondée sur l'information des marchés, a toujours été dans l'ADN du SASB. »

## Alignement avec d'autres cadres déclaratifs sur le développement durable

### Climate-Related Disclosure
Le Groupe de travail sur la diffusion d'informations financières liées au climat (Task Force on Climate-Related Financial Disclosures ou TCFD) publie des recommandations pour diffuser des informations de risques financiers liés au climat. De nombreuses organisations ont publiquement exprimé leur soutien aux recommandations de la TCFD. En 2019, le SASB a entamé une collaboration avec le Climate Disclosure Standards Board (CDSB) pour créer une solution efficace pour la mise en œuvre de la TCFD par des organisations mondiales de tous les secteurs. Les organisations peuvent utiliser le Guide de mise en œuvre de la TCFD, ainsi que les outils de la SASB et du CDSB, pour « publier des informations plus pertinentes relatives au climat, qui soient comparables entre industries et ayant des liens clairs avec les impacts financiers importants. » En 2019, le Corporate Reporting Dialogue – une initiative réunissant les principaux organismes de normalisation et fournisseurs de cadres ESG dans le monde, y compris le SASB – a publié un rapport « montrant des niveaux élevés d'alignement entre les cadres sur la base des recommandations de la TCFD. »

### SASB et GRI
L'approche de la SASB diffère de celle de la Global Reporting Initiative (GRI). Ces deux organisations ont néanmoins déclaré que leurs normes se complétaient. Selon Tim Mohin, PDG de la GRI, a déclaré : « Les normes de reporting de développement durable de la GRI et les normes comptables de développement durable SASB sont conçues à des fins différentes, mais complémentaires. En termes simples, le GRI s'intéresse aux impacts de l'entreprise sur le monde et le SASB s'intéresse aux impacts du monde sur l'entreprise. »
Les normes de la GRI visent à la publication d'informations larges et complètes pour pouvoir comprendre l'ensemble des impacts de l'organisation sur l'économie, l'environnement et la société. Les normes du SASB proposent un point de vue centré sur l'industrie, sur un sous-ensemble de problèmes ayant une matérialité financière. De nombreuses entreprises, telles qu'ArcelorMittal, Diageo ou Nike, appliquent à la fois les normes SASB et GRI.